# Amblyopsis spelaea
Amblyopsis spelaea är en fiskart som beskrevs av James Ellsworth De Kay 1842. Amblyopsis spelaea ingår i släktet Amblyopsis och familjen Amblyopsidae. IUCN kategoriserar arten globalt som sårbar. Inga underarter finns listade i Catalogue of Life.